# Талий
Та́лий (рос. Талый) — селище у складі Красногорського району Алтайського краю, Росія. Адміністративний центр Красногорської сільської ради.

## Населення
Населення — 341 особа (2010; 389 у 2002).
Національний склад (станом на 2002 рік):
- росіяни — 93 %